# Richard Almeida de Oliveira
Richard Almeida de Oliveira (São Paulo, 20 de marzo de 1989) es un futbolista brasileño, naturalizado azerí, que juega de centrocampista en el E. C. Primavera del Campeonato Paulista Serie A2.

## Selección nacional
Es internacional con la selección de fútbol de Azerbaiyán desde 2017.
En 2018 disputó, con la selección azerí, la Liga de Naciones de la UEFA 2018-19, marcando dos goles durante la competición, ambos en el mismo partido, y frente a la selección de fútbol de las Islas Feroe.

## Clubes
| Club                       | País                   | Año       |
| -------------------------- | ---------------------- | --------- |
| E. C. Santo André          | Brasil                 | 2009-2012 |
| Gil Vicente F. C. (cedido) | Portugal               | 2010-2012 |
| Qarabağ F. K.              | Azerbaiyán             | 2012-2018 |
| F. C. Astana               | Kazajistán             | 2018-2019 |
| Qarabağ F. K. (cedido)     | Azerbaiyán             | 2019      |
| Baniyas Club               | Emiratos Árabes Unidos | 2020      |
| Zira F. K.                 | Azerbaiyán             | 2020-2021 |
| Qarabağ F. K.              | Azerbaiyán             | 2021-2025 |
| E. C. Primavera            | Brasil                 | 2025-     |

## Palmarés

### Títulos nacionales
| Título                     | Club          | País       | Año  |
| -------------------------- | ------------- | ---------- | ---- |
| Liga Premier de Azerbaiyán | Qarabağ F. K. | Azerbaiyán | 2014 |
| Liga Premier de Azerbaiyán | Qarabağ F. K. | Azerbaiyán | 2015 |
| Copa de Azerbaiyán         | Qarabağ F. K. | Azerbaiyán | 2015 |
| Liga Premier de Azerbaiyán | Qarabağ F. K. | Azerbaiyán | 2016 |
| Copa de Azerbaiyán         | Qarabağ F. K. | Azerbaiyán | 2016 |
| Liga Premier de Azerbaiyán | Qarabağ F. K. | Azerbaiyán | 2017 |
| Copa de Azerbaiyán         | Qarabağ F. K. | Azerbaiyán | 2017 |
| Liga Premier de Azerbaiyán | Qarabağ F. K. | Azerbaiyán | 2018 |
| Liga Premier de Azerbaiyán | Qarabağ F. K. | Azerbaiyán | 2019 |
| Liga Premier de Azerbaiyán | Qarabağ F. K. | Azerbaiyán | 2022 |
| Copa de Azerbaiyán         | Qarabağ F. K. | Azerbaiyán | 2022 |
| Liga Premier de Azerbaiyán | Qarabağ F. K. | Azerbaiyán | 2023 |
| Liga Premier de Azerbaiyán | Qarabağ F. K. | Azerbaiyán | 2024 |
| Copa de Azerbaiyán         | Qarabağ F. K. | Azerbaiyán | 2024 |